# Grumman LLV
Grumman Long Life Vehicle (LLV) — американська модель легкої транспортної вантажівки, розроблена як поштова вантажівка для Поштової служби Сполучених Штатів, яка є її основним користувачем. Вона придбала понад 100 000 таких автомобілів, останній у 1994 році. Його також використовує Пошта Канади.
Grumman LLV був спеціально розроблений для Поштової служби Сполучених Штатів; Grumman виграв контракт на його виробництво. Основними конструкційними моментами автомобіля в контрактному конкурсі були працездатність, керованість у обмеженому просторі та загальна економічність експлуатації. Як випливає з назви, Grumman LLV легко може прослужити довго, можливо, наближаючись до 20 років експлуатації. Термін служби, визначений Поштовою службою США, становив 24 роки, але в 2009 році його було продовжено до 30 років. Більшість LLV знаходяться в роботі більше 27 років. Кузов і остаточне складання виконано Grumman, а шасі (на основі Chevrolet S-10 Blazer) виготовлено General Motors із силовою установкою (2,5 л I-4 TBI «Iron Duke» і, в пізніше виробництво, 2.2L I-4 SPFI «122»), панель приладів і передня підвіска, подібні до тих, що використовувалися в пікапі Chevrolet S-10 і позашляховику Chevrolet S-10 Blazer.